# Ammónium-acetát
| Ammónium-acetát                                                                                                 |                                               |
| Ammónium-acetát                                                                                                 |                                               |
| IUPAC-név | Ammónium-acetát                               |
| Kémiai azonosítók                                                                                               |                                               |
| CAS-szám | 631-61-8                                      |
| PubChem | 517165                                        |
| ChemSpider | 11925                                         |
| EINECS-szám | 211-162-9                                     |
| ChEBI | 62947                                         |
| RTECS szám | AF3675000                                     |
| InChIKey | USFZMSVCRYTOJT-UHFFFAOYSA-N                   |
| Beilstein | 10774525                                      |
| UNII | RRE756S6Q2                                    |
| Kémiai és fizikai tulajdonságok                                                                                 |                                               |
| Kémiai képlet                                                                                                   | CH3COONH4                                     |
| Moláris tömeg                                                                                                   | 77,0825 g/mol                                 |
| Megjelenés | fehér por, vagy színtelen átlátszó kristályok |
| Sűrűség | 1,07 g/cm³, szilárd                           |
| Olvadáspont | 112 °C                                        |
| Forráspont | elbomlik                                      |
| Oldhatóság (vízben)                                                                                             | 148 g/100 ml (4 °C)                           |
| Kristályszerkezet                                                                                               |                                               |
| Kristályszerkezet                                                                                               | rombos                                        |
| Veszélyek |                                               |
| EU osztályozás                                                                                                  | nincsenek veszélyességi szimbólumok           |
| R mondatok | (nincs)                                       |
| S mondatok | (nincs)                                       |
| Ha másként nem jelöljük, az adatok az anyag standardállapotára (100 kPa) és 25 °C-os hőmérsékletre vonatkoznak. |                                               |

Az ammónium-acetát az ecetsav és az ammónia reakciójából keletkező fehér só. Széles körben alkalmazzák, mert tisztaságától függően olcsón is beszerezhető. 
Képlete: NH4C2H3O2. 

## Felhasználása

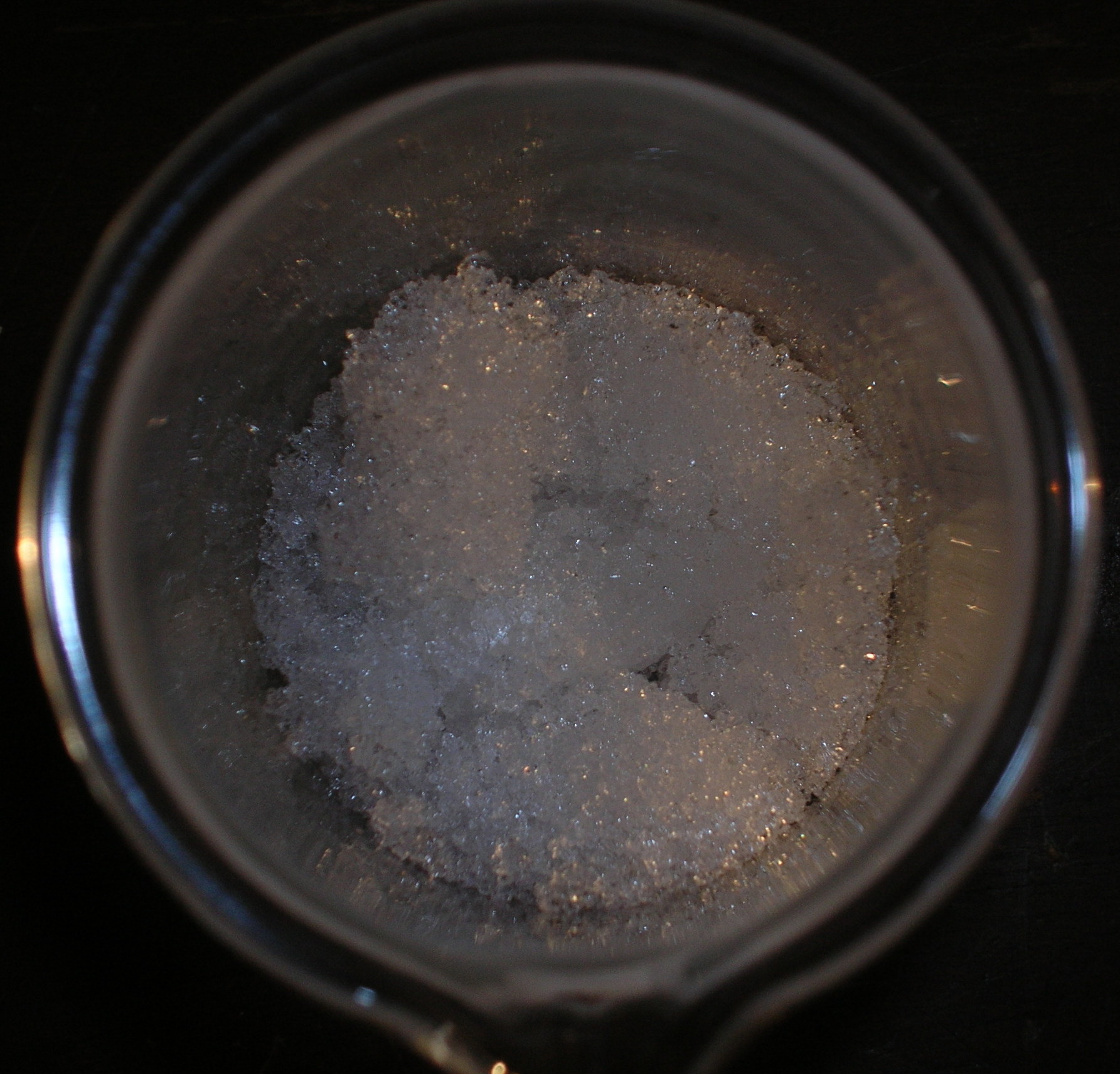
Ammónium-acetát

Mivel gyenge sav és gyenge bázis alkotja, széles körben alkalmazzák:
- a NH4C2H3O2-t alkalmanként felületek jég-, és síkosságmentesítésére
- ecetsavval együtt ún. pufferoldatként
- szerves vegyületek szintetizálása során a Knoevenagel-kondenzáció folyamán hasznos adalékanyag
- ritka tulajdonsága, hogy sóként relatív alacsony hőmérsékleten olvad
- desztillált vízben elősegíti a fehérjék kicsapódását

## Tulajdonságok
A NH4C2H3O2 erősen higroszkópos, magas hőmérsékleten könnyen acetamiddé alakul:
NH4C2H3O2 → CH3C(O)NH2 + H2O
Más anyagok esetében ehhez hasonló reakció igen ritka alacsony hőmérsékleten